# Mesa Para Dos
Mesa Para Dos é o sétimo álbum de estúdio do cantora e compositora porto-riquenho Kany García, lançado em 28 de maio de 2020 pela Sony Music Latin. O álbum é composto por dez canções, todas elas colaborações com diferentes artistas latino-americanos como o cantor argentino Nahuel Pennisi, a cantora chilena Mon Laferte, o cantor de rock espanhol Leiva e os cantores colombianos Goyo do ChocQuibTown e Catalina García do Monsieur Periné, entre outros.
O álbum foi produzido principalmente pelo produtor musical colombiano Julio Reyes Copello, que também produziu seu álbum autointitulado de 2012, e foi gravado no estúdio ArtHouse Records, em Miami.
No Grammy Latino de 2020, o álbum foi indicado para Álbum do Ano e ganhou o prêmio de Melhor Álbum de Cantor-Compositor, sendo a segunda vez que ela ganhou o prêmio depois de vencer por Contra el Viento no ano anterior. Além disso, a música "Lo Que en Ti Veo" recebeu indicações para Gravação do Ano e Canção do Ano, enquanto a música "Búscame" foi indicada para Melhor Canção Tropical. O álbum também foi indicado ao Grammy de Melhor Álbum Pop Latino ou Urbano no Grammy Awards de 2021.

## Faixas
| Mesa Para Dos  |                                             |                                        |         |  |
| N.º            | Título                                      | Produtor(es)                           | Duração |  |
| 1.             | "Lo Que en Ti Veo" (Part. Nahuel Pennisi)   | Julio Reyes Copello                    | 3:26    |  |
| 2.             | "Óxido" (Part. Leiva)                       | Reyes Copello                          | 3:04    |  |
| 3.             | "Se Portaba Mal" (Part. Mon Laferte)        | Reyes Copello                          | 3:15    |  |
| 4.             | "Que Pasen los Días" (Part. Gusttavo Lima)  | Reyes Copello                          | 3:10    |  |
| 5.             | "Búscame" (Part. Carlos Vives)              | Reyes Copello, Nicolás De la Espriella | 2:37    |  |
| 6.             | "Date la Vuelta" (Part. Reik)               | Reyes Copello, De la Espriella         | 3:17    |  |
| 7.             | "Nuevas Mentiras" (Part. Pedro Capó)        | Reyes Copello, Carlos Fernando López   | 3:43    |  |
| 8.             | "Acompáñame" (Part. Goyo e Catalina García) | Reyes Copello                          | 2:46    |  |
| 9.             | "Cobardes" (Part. Carlos Rivera)            | Reyes Copello                          | 2:46    |  |
| 10.            | "Titanic" (Part. Camilo)                    | Reyes Copello                          | 3:58    |  |
| Duração total: | Duração total:                              | Duração total:                         | 32:06   |  |